# Net' Entraide
Net’ Entr@ide, orthographié aussi Net' Entraide, est la première association française d’entraide informatique animée uniquement par des jeunes passionnés. Elle a été fondée en janvier 2009 à l'initiative de Yoann Nabat, Valentin Citéra et Matthieu Rupin, alors âgés de 14 ans. Le conseil d'administration de l'association est toujours composé à majorité de jeunes de moins de 18 ans.
Elle a pour vocation de développer l'entraide informatique à trois échelles : entre jeunes, entre générations et entre associations. Elle mène cette action dans toute la France grâce à son site internet ainsi que par le biais d'actions ponctuelles comme la création d'une application sur smartphone de manière collaborative (une première en France).
Elle a mis en place depuis septembre 2010 des ateliers d'informatique gratuits à Laval en Mayenne à destination de tous. Ces ateliers ont connu un changement en novembre 2014, avec l'apparition d'une plateforme d'entraide participative sur Internet en complément.
L'association a également pu mettre en place diverses autres activités au cours de son existence : formations personnalisées, cours à domicile, formation en espéranto, etc.
L'association est également présente chaque année depuis sa création au salon Laval Virtual.

## Médias et récompenses
L'association a obtenu le Grand Prix de la Solidarité Ouest-France et Fondation de France en avril 2011. Elle a également été repérée par le site NetPublic, édité par le Ministère chargé de l’industrie, de l’énergie et de l’économie numérique en juin 2012 pour son projet d'application smartphone.